# Zosteria suda
Zosteria suda är en tvåvingeart som beskrevs av Daniels 1987. Zosteria suda ingår i släktet Zosteria och familjen rovflugor. Inga underarter finns listade i Catalogue of Life.